# Braunschweigs voetbalkampioenschap
Het Braunschweigs voetbalkampioenschap (Duits: Braunschweiger Fußballmeisterschaft) was een regionale voetbalcompetitie uit de stad Braunschweig en omgeving.
De eerste drie seizoenen werd de competitie georganiseerd door de voetbalbond voor het hertogdom Braunschweig, daarna nam de Noord-Duitse voetbalbond het over.
De competitie werd gedomineerd door Eintracht Braunschweig dat op één kampioenschap na alle titels won. In 1913/14 werd gestart met één competitie voor heel Noord-Duitsland, enkel Eintracht plaatste zich hiervoor. Het kampioenschap van 1913/14 was daardoor de tweede klasse. Door het uitbreken van de Eerste Wereldoorlog werd deze grotere competitie weer afgeschaft. Vanaf 1922 werd er begonnen met een nieuwe competitie, het voetbalkampioenschap van Zuid-Hannover-Braunschweig.

## Erelijst
- 1905 FuCC Eintracht Braunschweig
- 1906 FuCC Eintracht Braunschweig
- 1907 FC Eintracht Braunschweig
- 1908 FC Eintracht Braunschweig
- 1909 FC Eintracht Braunschweig
- 1910 FC Eintracht Braunschweig
- 1911 FC Eintracht Braunschweig
- 1912 FC Eintracht Braunschweig
- 1913 FC Eintracht Braunschweig
- 1915 FC Eintracht Braunschweig
- 1917 FC Eintracht Braunschweig
- 1918 FC Eintracht Braunschweig
- 1919 VfB 04 Braunschweig
- 1920 SV Eintracht Braunschweig

## Eeuwige ranglijst
| Club                            | /14 | Seizoenen (1904-1913, 1914-1915, 1916-1920)           |
| ------------------------------- | --- | ----------------------------------------------------- |
| FC Eintracht Braunschweig       | 14  | 1904-1913, 1914-1915, 1916-1920                       |
| FC Eintracht Braunschweig II    | 6   | 1904-1906, 1908-1909, 1910-1911, 1912-1913, 1914-1915 |
| FV 05 Braunschweig              | 6   | 1905-1911                                             |
| MTV 1847 Braunschweig           | 6   | 1911-1913, 1914-1915, 1916-1917, 1918-1920            |
| SV 07 Braunschweig              | 6   | 1911-1913, 1914-1915, 1916-1919                       |
| BV Wacker 06 Braunschweig       | 5   | 1906-1911                                             |
| FC Sportfreunde 04 Braunschweig | 5   | 1912-1913, 1914-1915, 1916-1919                       |
| SC Acosta 06 Braunschweig       | 4   | 1912-1913, 1914-1915, 1918-1920                       |
| FC Germania Wolfenbüttel        | 4   | 1914-1915, 1916-1919                                  |
| Viktoria Braunschweig           | 2   | 1916-1917, 1919-1920                                  |
| VfB 04 Braunschweig             | 2   | 1918-1920                                             |
| VfB Peine                       | 2   | 1916-1917, 1919-1920                                  |
| Peiner SV Merkur/Komet          | 2   | 1917-1919                                             |
| FC Viktoria Braunschweig        | 1   | 1904-1905                                             |
| FC Einigkeit Braunschweig       | 1   | 1904-1905                                             |
| SV 07 Braunschweig II           | 1   | 1914-1915                                             |
| BV 1912 Wolfenbüttel            | 1   | 1914-1915                                             |
| SC Helmstedt                    | 1   | 1916-1917                                             |
| FV Germania Braunschweig        | 1   | 1918-1919                                             |

1904/05 · 1905/06 · 1906/07 · 1907/08 · 1908/09 · 1909/10 · 1910/11 · 1911/12 · 1912/13 · 1914/15 · 1916/17 · 1917/18 · 1918/19 · 1919/20